# دانشکده روان‌شناسی و علوم تربیتی دانشگاه علامه طباطبائی
دانشکده روان‌شناسی و علوم تربیتی دانشگاه علامه طباطبائی یکی از بهترین و 
برجسته ترین دانشکده های روانشناسی ایران است که در پردیس مرکزی (دهکده المپیک) این دانشگاه واقع شده‌است.

## تاریخچه
این دانشکده در سال ۱۳۶۰ از ادغام رشته‌های روان‌شناسی و علوم تربیتیِ دانشگاه ابوریحان بیرونی، دانشگاه آزاد ایران، مدرسه عالی شمیران، دانشکده دماوند، مدرسه عالی پارس و دانشکده تربیت بدنی و علوم ورزشی تأسیس گردید.

## گروه‌های آموزشی دانشکده
گروه‌های آموزشی این دانشکده عبارتند از:
- روان‌شناسی بالینی و عمومی
- علم اطلاعات دانش‌شناسی
- روان‌شناسی کودکان استثنائی
- مدیریت و برنامه‌ریزی آموزشی
- روان‌شناسی تربیتی
- تکنولوژی آموزشی
- سنجش و اندازه‌گیری(روان سنجی)
- مطالعات برنامه درسی
- آموزش و پرورش
- مدیریت و برنامه‌ریزی آموزشی
- مشاوره

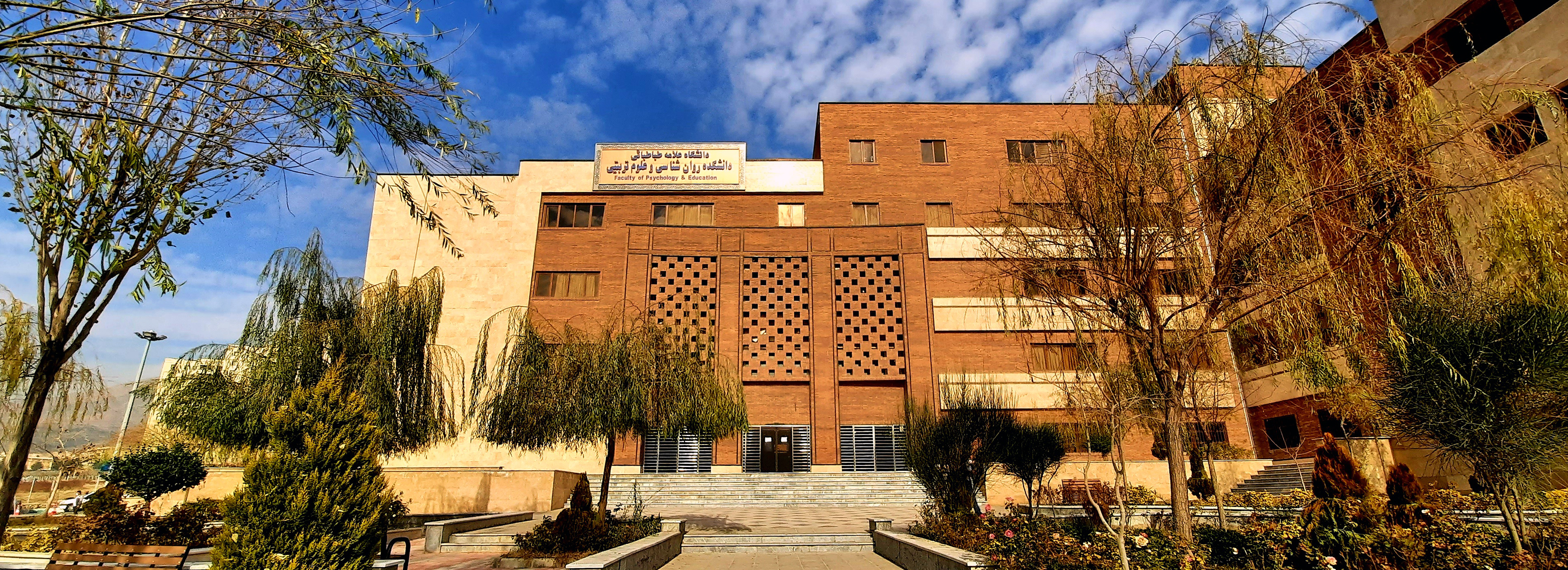
نمایی از حیاط و ورودی دانشکده روا‌ن‌شناسی و علوم تربیتی علامه طباطبائی